# Solčianky
Solčianky (1927–1948 slowakisch „Selčianky“ – bis 1927 „Solčanky“ oder „Solčanka“; ungarisch Szolcsányka – bis 1907 Szolcsánka) ist eine slowakische Gemeinde im Okres Topoľčany und im Nitriansky kraj mit 271 Einwohnern (Stand 31. Dezember 2024).

## Geographie

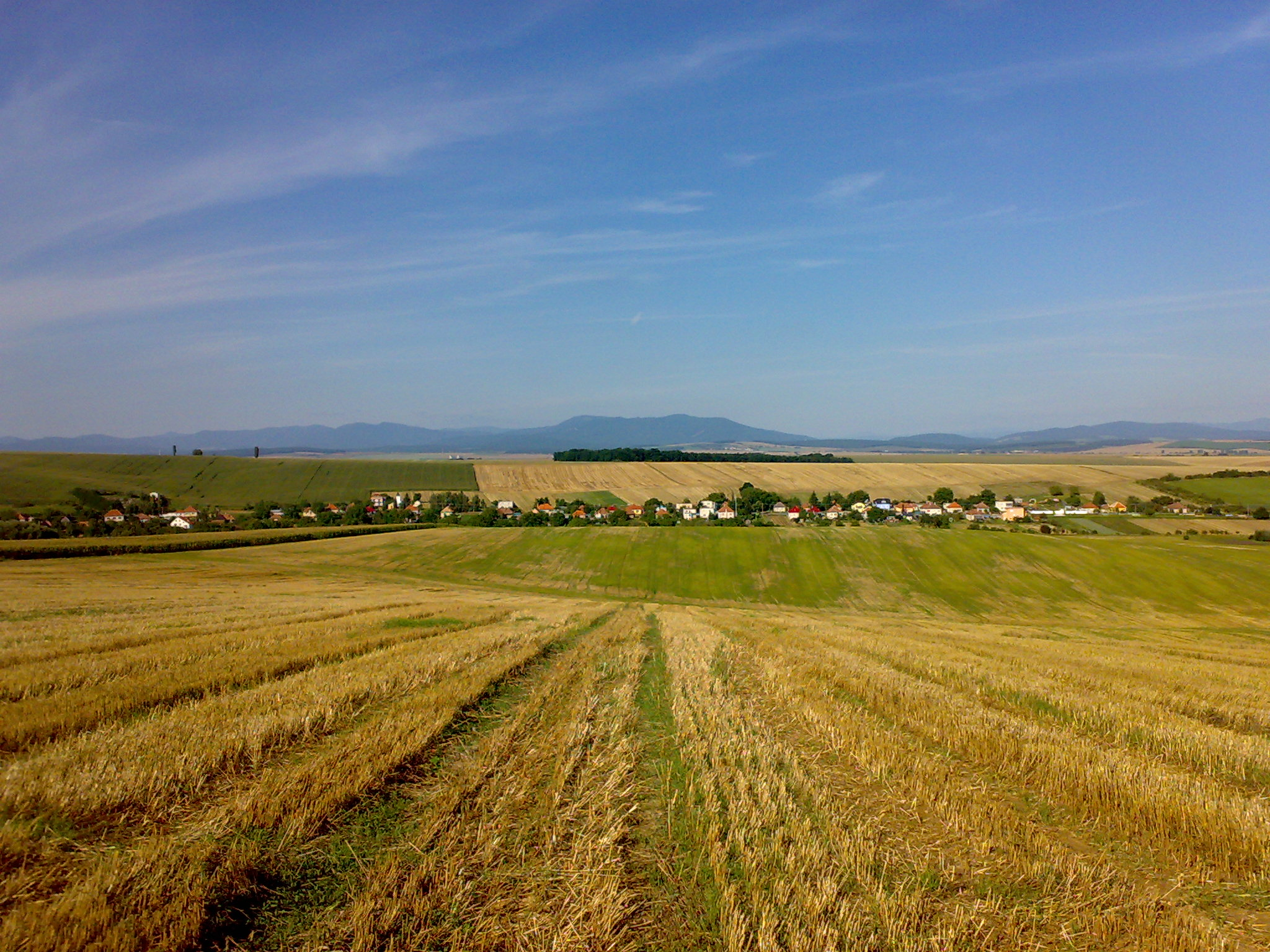
Blick auf Solčianky vom Süden

Die Gemeinde befindet sich im Mittelteil des Hügellands Nitrianska pahorkatina, am Bach Solčiansky potok im Einzugsgebiet der Bebrava. Das Ortszentrum liegt auf einer Höhe von 195 m n.m. und ist neun Kilometer von Topoľčany entfernt.
Nachbargemeinden sind Chudá Lehota im Norden, Livinské Opatovce und Rajčany im Nordosten, Horné Chlebany im Osten und Süden, Krušovce im Südwesten, Topoľčany (Stadtteil Veľké Bedzany) im Westen und Norovce im Nordwesten.

## Geschichte
Solčianky wurde zum ersten Mal 1113 als Celsan schriftlich erwähnt und war zuerst Bestandteil der Herrschaft der Burg Topoltschan, im 14. Jahrhundert gehörte es zum Herrschaftsgebiet Oligarchen Matthäus Csák und war im Jahr 1835 Besitz der Familien Erdődy und Orczy. 1570 gab es acht Ansiedlungen, von denen nur eine bewohnt war. 1715–1720 gab es Weingärten und drei Haushalte, 1787 hatte die Ortschaft 22 Häuser und 140 Einwohner. 1828 zählte man 22 Häuser und 149 Einwohner, die als Landwirte und Obstbauern beschäftigt waren.
Bis 1918 gehörte der im Komitat Neutra liegende Ort zum Königreich Ungarn und kam danach zur Tschechoslowakei beziehungsweise heute Slowakei. Auch in der ersten tschechoslowakischen Republik bildete Landwirtschaft die Haupteinnahmequelle der Bevölkerung. Von 1976 bis 1990 war Solčianky Teil der Gemeinde Norovce.

## Bevölkerung
| Jahr                | 1994 | 2004     | 2014    | 2024    |
| ------------------- | ---- | -------- | ------- | ------- |
| Anzahl der Personen | 298  | 258      | 269     | 271     |
| Unterschied         |      | −13,42 % | +4,26 % | +0,74 % |

| Jahr                | 2023 | 2024    |
| ------------------- | ---- | ------- |
| Anzahl der Personen | 265  | 271     |
| Unterschied         |      | +2,26 % |

Gemäß der Volkszählung 2011 wohnten in Solčianky 269 Einwohner, davon 263 Slowaken sowie jeweils ein Magyare und Tscheche. Vier Einwohner machten keine Angabe zur Ethnie.
250 Einwohner bekannten sich zur römisch-katholischen Kirche, zwei Einwohner zur Evangelischen Kirche A. B. und ein Einwohner zu den Siebenten-Tags-Adventisten. 10 Einwohner waren konfessionslos und bei sechs Einwohnern wurde die Konfession nicht ermittelt.

## Bauwerke und Denkmäler
- römisch-katholische Kirche aus dem Jahr 1949